# هاممونتون (نيوجيرسي)
هاممونتون (بالإنجليزية: Hammonton town, New Jersey)‏ هي بلدة تقع بولاية نيوجيرسي في الولايات المتحدة. تبلغ مساحتها 107.01 كم2، وترتفع عن سطح البحر 18.8976 م، بلغ عدد سكانها 14,791 نسمة في عام 2010 حسب إحصاء مكتب تعداد الولايات المتحدة وتصل الكثافة السكانية فيها 138.2 نسمة لكل كيلومتر مربع (357.9/ميل2).

## التركيبة السكانية
حدّد مكتب تعداد الولايات المتحدة بيانات التركيبة السكانية لهاممونتون في تعداد الولايات المتحدة. في ما يلي، التركيبة السكانية حسب تعدادي 2000 و2010.

### تعداد عام 2000
بلغ عدد سكان هاممونتون 12,604 نسمة بحسب تعداد عام 2000، وبلغ عدد الأسر 4,619 أسرة وعدد العائلات 3,269 عائلة مقيمة في البلدة. في حين سجلت الكثافة السكانية 117.8 نسمة لكل كيلومتر مربع (305.1/ميل2). وبلغ عدد الوحدات السكنية 4,843 وحدة بمتوسط كثافة قدره 45.3 لكل كيلومتر مربع (117.3/ميل2).
وتوزع التركيب العرقي للبلدة بنسبة 87.85% من البيض و1.74% من الأمريكيين الأفارقة و0.14% من الأمريكيين الأصليين و1.14% من الأمريكيين ذوي الأصول الآسيوية و0.02% من سكان جزر المحيط الهادئ و7.83% من الأعراق الأخرى و1.27% من عرقين مختلطين أو أكثر و14.88% من الهسبانيون أو اللاتينيون من أي عرق.
بلغ عدد الأسر 4,619 أسرة كانت نسبة 33.9% منها لديها أطفال تحت سن الثامنة عشر تعيش معهم، وبلغت نسبة الأزواج القاطنين مع بعضهم البعض 54.6% من أصل المجموع الكلي للأسر، ونسبة 11.2% من الأسر كان لديها معيلات من الإناث دون وجود شريك، بينما كانت نسبة 5% من الأسر لديها معيلون من الذكور دون وجود شريكة وكانت نسبة 29.2% من غير العائلات. تألفت نسبة 23.9% من أصل جميع الأسر من عدة أفراد يعيشون في نفس المنزل ونسبة 12.5% كانت تتألف من شخص يعيش بمفرده يبلغ من العمر 65 عاماً أو أكثر. وبلغ متوسط حجم الأسرة المعيشية 2.65، أما متوسط حجم العائلات فبلغ 3.14.
بلغ العمر الوسطي للسكان 38.7 عاماً. وكانت نسبة 22.7% من القاطنين تحت سن الثامنة عشر، وكانت نسبة 7.8% بين الثامنة عشر والرابعة والعشرين عاماً، ونسبة 28.9% كانت واقعةً في الفئة العمرية ما بين الخامسة والعشرين والرابعة والأربعين عاماً، ونسبة 21.8% كانت ما بين الخامسة والأربعين والرابعة والستين، ونسبة 16% كانت ضمن فئة الخامسة والستين عاماً فما فوق. يوجد لكل 100 أنثى 94.5 ذكر، ويوجد لكل 100 أنثى في الثامنة عشر من عمرها فما فوق 93.4 ذكر.
بلغ متوسط دخل الأسرة في البلدة 43,137 دولارًا، أما متوسط دخل العائلة فبلغ 52,205 دولارًا. وكان متوسط دخل الذكور 36,219 دولارًا مقابل 27,900 دولارًا للإناث. وسجل دخل الفرد الخاص بالبلدة 19,889 دولارًا. وكانت نسبة 5.7% من العائلات ونسبة 9.1% من السكان تحت خط الفقر، وكان من هؤلاء نسبة 9.5% تحت سن الثامنة عشر ونسبة 10.8% في الخامسة والستين من العمر وما فوق.

### تعداد عام 2010
بلغ عدد سكان هاممونتون 14,791 نسمة بحسب تعداد عام 2010، وبلغ عدد الأسر 5,408 أسرة وعدد العائلات 3,757 عائلة مقيمة في البلدة. في حين سجلت الكثافة السكانية 138.2 نسمة لكل كيلومتر مربع (357.9/ميل2). وبلغ عدد الوحدات السكنية 5,715 وحدة بمتوسط كثافة قدره 53.4 لكل كيلومتر مربع (138.3/ميل2).
وتوزع التركيب العرقي للبلدة بنسبة 81.67% من البيض و3% من الأمريكيين الأفارقة و0.28% من الأمريكيين الأصليين و1.37% من الأمريكيين ذوي الأصول الآسيوية و0.01% من سكان جزر المحيط الهادئ و10.81% من الأعراق الأخرى و2.85% من عرقين مختلطين أو أكثر و20.93% من الهسبانيون أو اللاتينيون من أي عرق.
بلغ عدد الأسر 5,408 أسرة كانت نسبة 34.9% منها لديها أطفال تحت سن الثامنة عشر تعيش معهم، وبلغت نسبة الأزواج القاطنين مع بعضهم البعض 51.5% من أصل المجموع الكلي للأسر، ونسبة 12.5% من الأسر كان لديها معيلات من الإناث دون وجود شريك، بينما كانت نسبة 5.4% من الأسر لديها معيلون من الذكور دون وجود شريكة وكانت نسبة 30.5% من غير العائلات. تألفت نسبة 25% من أصل جميع الأسر من عدة أفراد يعيشون في نفس المنزل ونسبة 12.6% كانت تتألف من شخص يعيش بمفرده يبلغ من العمر 65 عاماً أو أكثر. وبلغ متوسط حجم الأسرة المعيشية 2.68، أما متوسط حجم العائلات فبلغ 3.19.
بلغ العمر الوسطي للسكان 39.6 عاماً. وكانت نسبة 23.4% من القاطنين تحت سن الثامنة عشر، وكانت نسبة 8.2% بين الثامنة عشر والرابعة والعشرين عاماً، ونسبة 26.4% كانت واقعةً في الفئة العمرية ما بين الخامسة والعشرين والرابعة والأربعين عاماً، ونسبة 26.1% كانت ما بين الخامسة والأربعين والرابعة والستين، ونسبة 16% كانت ضمن فئة الخامسة والستين عاماً فما فوق. وتوزع التركيب الجنسي للسكان بنسبة 49.8% ذكور و50.2% إناث.

## وصلات خارجية
- الموقع الرسمي